# Nick Kalten
Nick Kalten (* 17. Dezember 1888 in Deutschland; † 17. Februar 1950 in Los Angeles, Kalifornien, Vereinigte Staaten) war ein deutsch-US-amerikanischer Filmschaffender, der auf der Oscarverleihung 1949 mit einem Oscar, Zertifikat II, ausgezeichnet wurde.

## Biografie
Im Jahr 1944 war Kalten Mitarbeiter in der künstlerischen Abteilung von 20th Century Fox und wirkte an Elia Kazans romantischem Filmdrama Ein Baum wächst in Brooklyn mit. 
Während seiner Zeit bei 20th Century Fox, Abteilung technische und spezielle Effekte, entwickelte er zusammen mit seinem Kollegen Louis J. Witte ein besonderes Verfahren, das den Umgang mit Laub erleichterte.
Auf der Oscarverleihung 1949 wurden beide mit einem Oscar in der Kategorie „Wissenschaft und Entwicklung“ geehrt für dieses von ihnen entwickeltes Verfahren zur Haltbarkeit und Nichtentflammbarkeit von Laub („for a process of preserving and flame-proofing foliage“).

## Auszeichnung
Oscar – Kategorie Wissenschaft und Entwicklung, Zertifikat der Klasse II
- ausgezeichnet gemeinsam mit Louis J. Witte

## Filmografie
- 1945: Ein Baum wächst in Brooklyn (A Tree Grows in Brooklyn)